# Гелвеша (Вісконсин)
Гелвеша (англ. Helvetia) — місто (англ. town) в США, в окрузі Вопака штату Вісконсин. Населення — 701 особа (2020).

## Демографія
Згідно з переписом 2010 року, у місті мешкало 636 осіб у 285 домогосподарствах у складі 197 родин. Було 450 помешкань
Расовий склад населення:
| - 98,0 % — білих - 0,6 % — азіатів - 0,5 % — чорних або афроамериканців |

До двох чи більше рас належало 0,9 %. Частка іспаномовних становила 0,6 % від усіх жителів.
За віковим діапазоном населення розподілялося таким чином: 18,4 % — особи молодші 18 років, 63,0 % — особи у віці 18—64 років, 18,6 % — особи у віці 65 років та старші. Медіана віку мешканця становила 46,8 року. На 100 осіб жіночої статі у місті припадало 103,8 чоловіків;  на 100 жінок у віці від 18 років та старших — 106,8 чоловіків також старших 18 років.
Середній дохід на одне домашнє господарство  становив 71 079 доларів США (медіана — 66 964), а середній дохід на одну сім'ю — 74 534 долари (медіана — 73 036). Медіана доходів становила 57 841 долар для чоловіків та 35 417 доларів для жінок. За межею бідності перебувало 5,0 % осіб, у тому числі 2,9 % дітей у віці до 18 років та 6,4 % осіб у віці 65 років та старших.
Цивільне працевлаштоване населення становило 338 осіб. Основні галузі зайнятості: виробництво — 34,3 %, освіта, охорона здоров'я та соціальна допомога — 12,7 %, транспорт — 12,1 %.